# Golf en los Juegos Asiáticos
El Golf en los Juegos Asiáticos apareció por primera vez en la edición de 1982 en Nueva Deli, India; y ha estado en el programa de los juegos desde entonces tanto en la modalidad masculina como en la femenina individual y por equipos, aunque la rama femenil inició en la edición de 1990 en Pekín, China.
Corea del Sur es el que domina el medallero histórico del evento y ha sido el campeón de la disciplina en la mayoría de las ediciones de los juegos.

## Ediciones
| Edición | Año  | Ciudad Sede | País Sede     | Campeón            |
| ------- | ---- | ----------- | ------------- | ------------------ |
| IX      | 1982 | New Delhi   | India         | India              |
| X       | 1986 | Seoul       | Corea del Sur | Corea del Sur      |
| XI      | 1990 | Beijing     | China         | Corea del Sur      |
| XII     | 1994 | Hiroshima   | Japón         | República de China |
| XIII    | 1998 | Bangkok     | Tailandia     | República de China |
| XIV     | 2002 | Busan       | Corea del Sur | Corea del Sur      |
| XV      | 2006 | Doha        | Catar         | Corea del Sur      |
| XVI     | 2010 | Guangzhou   | China         | Corea del Sur      |
| XVII    | 2014 | Incheon     | Corea del Sur | República de China |

## Medallero
| #     | País               | Oro | Plata | Bronce | Total |
| ----- | ------------------ | --- | ----- | ------ | ----- |
| 1     | Corea del Sur      | 13  | 11    | 8      | 32    |
| 2     | República de China | 7   | 4     | 8      | 19    |
| 3     | Japón              | 7   | 4     | 5      | 16    |
| 4     | India              | 3   | 3     | 0      | 6     |
| 5     | Filipinas          | 1   | 4     | 7      | 12    |
| 6     | Tailandia          | 1   | 1     | 2      | 4     |
| 7     | China              | 0   | 3     | 2      | 5     |
| 8     | Sri Lanka          | 0   | 2     | 0      | 2     |
| Total | Total              | 32  | 32    | 32     | 96    |